# استفان شنور
استفان شنور (انگلیسی: Stefan Schnoor؛ زادهٔ ۱۸ آوریل ۱۹۷۱) بازیکن فوتبال اهل آلمان است.
از باشگاه‌هایی که در آن بازی کرده‌است می‌توان به باشگاه فوتبال دربی کانتی، باشگاه فوتبال هولشتاین کیل، باشگاه فوتبال هامبورگ، و باشگاه فوتبال وولفسبورگ اشاره کرد.